# Oued Chiffa
Oued Chiffa är ett vattendrag i Algeriet.   Det ligger i provinsen Tipaza, i den norra delen av landet, 30 km sydväst om huvudstaden Alger.